# Psychrophrynella usurpator
Psychrophrynella usurpator är en groddjursart som beskrevs av De la Riva, Chaparro och Jose M. Padial 2008. Psychrophrynella usurpator ingår i släktet Psychrophrynella och familjen Strabomantidae. IUCN kategoriserar arten globalt som starkt hotad. Inga underarter finns listade i Catalogue of Life.